# سارگپه سینه‌سیاه
سارگپه سینه‌سیاه (نام علمی: Hamirostra melanosternon) یک پرنده شکاری بزرگ بومی سرزمین اصلی استرالیا است. نخستین بار توسط جان گولد در سال ۱۸۴۱ توصیف شد، بخشی از خانواده بازان (بازها و عقاب‌ها) است و بیشتر به کورکور دم‌مربعی (نام علمی: Lophoictinia isura) مرتبط است. این یک شکارچی همه‌کاره است که به دلیل مهارت خاص خود در شکستن تخم مرغ شناخته شده است. این گونه در بیشتر محدوده خود فراوان است.

## ویژگی‌های ریخت‌شناسی
از نظر اندازه بدن بین عقاب دم‌گوه‌ای بزرگتر (نام علمی: Aquila audax)) و عقاب کوچک کوچکتر (نام علمی: Hieraaetus morphnoides)، سارگپه سینه‌سیاه یکی از بزرگ‌ترین پرندگان شکاری استرالیا است. اندازه یک سارگپه بالغ ۵۱ تا ۶۱ سانتی‌متر، شامل دم مربع کوتاه آن است. طول بال‌های باز ۱۴۷–۱۵۶ سانتی‌متر، پرنده را در هنگام پرواز متمایز می‌کند زیرا بال‌هایش نسبت به بدن و دم تنومندش به‌طور آشکار بلند است. این سارگپه از نظر جنسی یک شکل (از نظر ظاهری یکسان) به نظر می‌رسند، اگرچه ماده بالغ کمی بزرگتر است و وزن آن در مقایسه با ۱۱۹۶ گرم نر بالغ، تقریباً ۱۳۳۰ گرم است. این بیشتر به بادبادک دم مربعی (نام علمی: Lophoictinia isura) وابسته است.
سارگپه سینه‌سیاه به دلیل نشانه‌های متمایز پرهای بالغ از نظر ظاهری چشمگیر است. از قسمت زیرین، رنگ مشکی بدن و بال‌ها با لکه‌های سفید ضخیم نزدیک انتهای بال‌ها متضاد است. از بالا، پرهای سیاه توسط خال‌های غنی در پشت و شانه شکسته می‌شود. پرندگان در مراحل رشد نابالغ و جوان، رنگ قهوه‌ای کم رنگی را نشان می‌دهند که رگه‌های تیره تا سیاه با افزایش سن افزایش می‌یابد. جوجه‌ها دارای رنگ سفید هستند که روی سر آنها «مومانند» توصیف می‌شود. پرندگان بالغ ممکن است به‌طور جداگانه در طول پرواز با پرهای پرواز شکسته یا از دست رفته، یا زمانی که نزدیک به هم نشسته‌اند با تفاوت‌های ظریف در سرخی پشت و شانه‌ها شناسایی شوند.
صدای رایج سارگپه سینه‌سیاه به صورت فریادهای خشن مکرر یا یخ یا فریاد تیز کوتاه توصیف می‌شود. ماده‌های بالغ نیز با صدای خس‌خس سینه از جفت خود درخواست می‌کنند تا با هم جفت شوند، لانه‌سازی کنند، غذا بجویند و از لانه دفاع کنند. سارگپه‌های جوان همچنین از صدای خس خس سینه برای درخواست غذا از والدین خود استفاده می‌کنند.

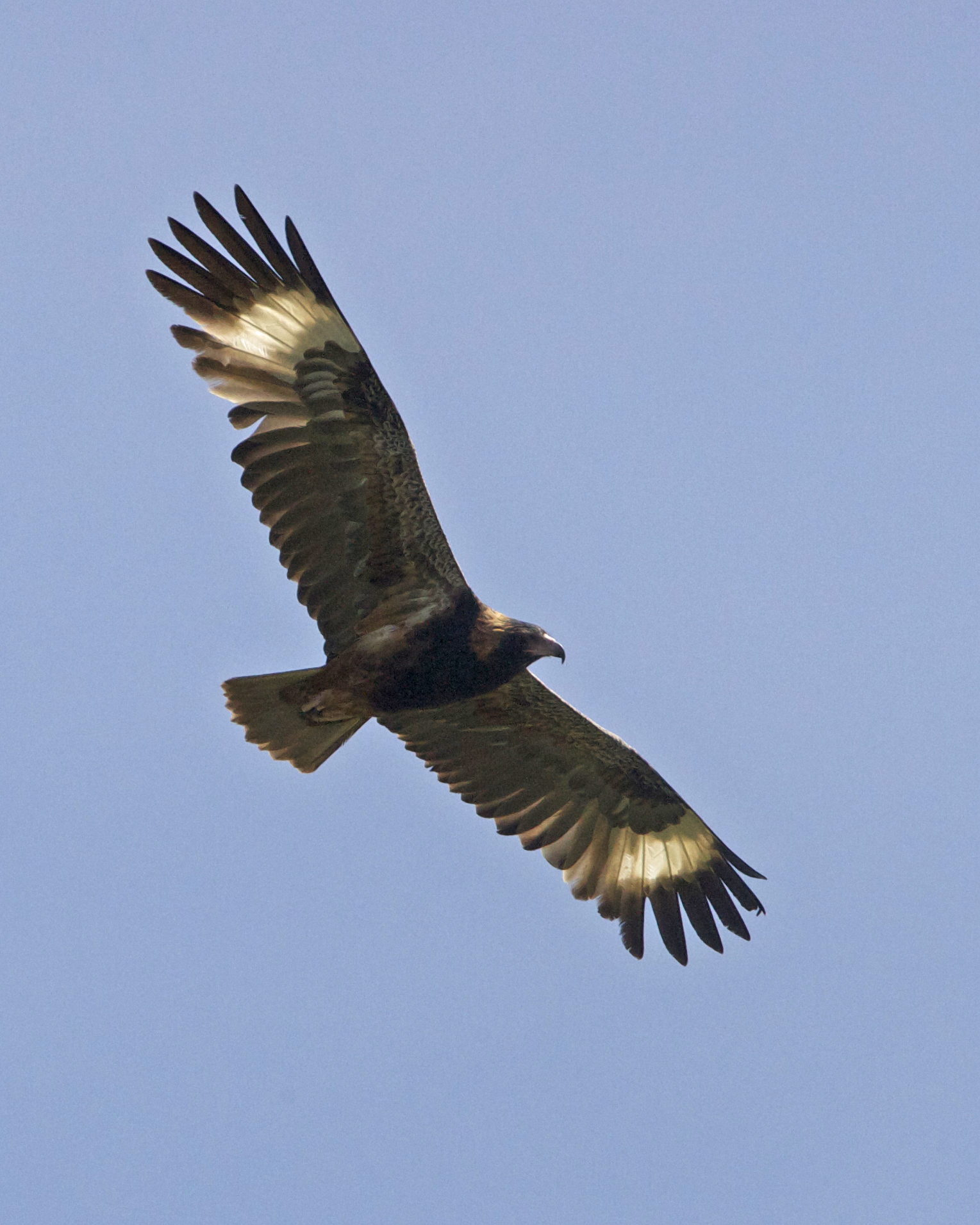
شکل و رنگ متمایز سارگپه سینه‌سیاه در پرواز کامل، رودخانه مری، قلمرو شمالی.

## پراکندگی و زیستگاه
سارگپه‌های سینه‌سیاه به‌طور گسترده اما به ندرت در سراسر استرالیای شمالی و داخلی در مناطقی با کمتر از ۵۰۰ میلی‌متر بارندگی سالانه پراکنده است. گستره این سارگپه از شمال شرقی استرالیای جنوبی، شمال غربی نیو ساوت ولز، شمال کوئینزلند، قلمرو شمالی و شمال غربی بیرونی استرالیای غربی امتداد دارد. به دلیل آب و هوای معتدل مرطوب‌تر، این سارگپه در ویکتوریا، منطقه پایتخت استرالیا یا تاسمانی حضور ندارد.
سارگپه سینه‌سیاه که در زیستگاه‌های «جنگلی و باز» یافت می‌شود، بیشتر در جنگل‌های کرانه‌ای و جنگل‌های باز و بلند احاطه شده توسط بوته‌زارهای متوسط دیده می‌شود. در مطالعه‌ای در رابطه با زیستگاه جانوران شکارچی در مرکز استرالیا، بیشتر در جنگل‌های باز رودخانه صمغ قرمز (Eucalyptus camaldulensis) مشاهده شد که نشان‌دهنده ترجیح قابل‌توجهی برای این نوع زیستگاه است.

## رژیم غذایی

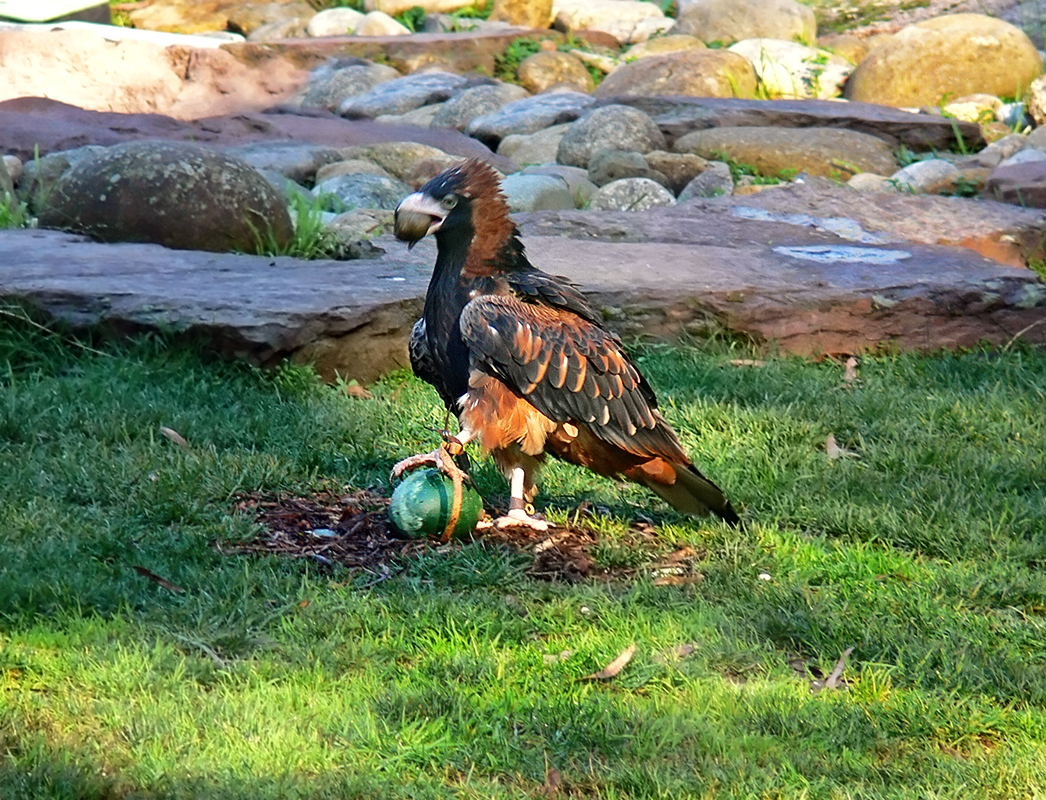
یک کاوشگر اسیر نشان می‌دهد که چگونه از یک سنگ برای شکستن تخم‌مرغ استفاده می‌کند.

سارگپه سینه‌سیاه انواع خزندگان، پستانداران کوچک و پرندگان را شکار می‌کند و به لانه‌های پرندگان حمله می‌کند تا تخم‌ها و لانه‌ها، از جمله گونه‌های دیگر شکارچیان را بدزدد. رژیم غذایی تخصصی به عنوان یک شکارچی متخصص یا بسیار ماهر در نظر گرفته نمی‌شود، اغلب شامل لاشه پستانداران بزرگی است که ممکن است در جاده‌ها، مسیرها و خطوط نهرها تهیه شوند.
از روش‌های مختلفی برای جستجوی غذا استفاده می‌کند، از جمله بالا رفتن روی نواری از پوشش گیاهی کم، انجام شکار مشارکتی با همنوعان و بررسی از بالا بر روی نشیمنگاه‌های آشکار. این سارگپه ممکن است برای حمله به طعمه خود پایین بپرد، جهش کند، شیرجه بزند یا سر بخورد.
با مهارت در شکار زمینی، سارگپه سینه‌سیاه به دلیل استفاده از سنگ برای شکستن تخم پرندگان بزرگ لانه‌ساز زمینی مانند Emu (Dromaius novaehollandiae)، برولگا (Grus rubicundus) و هوبره استرالیایی (Ardeotis australis) مشهور است. سنگ‌ها را یا بر روی تخم مرغ‌ها می‌اندازند یا به سمت آنها می‌اندازند تا باز شوند و به سارگپه اجازه می‌دهد تا به محتویات غذا دسترسی پیدا کند. این سارگپه همچنین ممکن است از نوک خود برای شکستن مستقیم تخم‌ها استفاده کند.

## تولیدمثل
سارگپه سینه‌سیاه معمولاً تک همسر است و پیوندهای مادام العمر را تشکیل می‌دهد. این سارگپه در درختانی با ارتفاع و قطر قابل توجه، بزرگتر و مستقل‌تر از سایر درختانی که عموماً در دسترس هستند، لانه می‌سازد. درختان ممکن است با شاخه‌های خشک باشند، یا زنده و شاخه‌دار باشند، با لانه‌هایی که در شاخه‌های برجسته در بالای تاج درختان قرار گرفته‌اند. هر دو والدین به‌طور مساوی در لانه‌سازی مشارکت دارند و اغلب به صورت هماهنگ روی ساختار لانه کار می‌کنند. لانه‌ها از چوب‌های خشک و شاخه‌های برگ‌دار ساخته می‌شوند و موادی که از زمین جمع‌آوری می‌شوند یا درختان جدا می‌شوند و با پا یا نوک به محل لانه منتقل می‌شوند. ابعاد لانه ۱٫۲ متر طول x 0.8 متر عرض x 0.4 متر عمق اندازه‌گیری شده است. ابعاد لانه بزرگتر از هر گونه شکاری دیگر از جمله عقاب دم‌گوه‌ای با جثه بزرگتر است.
سارگپه سینه‌سیاه تخم‌های خود را از آگوست تا اکتبر می‌گذارد و گمان می‌رود با افزایش طول روز و همچنین افزایش در دسترس بودن غذا که اغلب با رویدادهای بارندگی مرتبط است، تولیدمثل آن تحریک می‌شود. یک دسته‌تخم معمولی شامل دو تخم است که در فاصله زمانی تقریباً ۸ تا ۱۳ روز گذاشته شده و برای یک دوره ۳۲ تا ۳۸ روزه برتخم‌نشینی تبدیل به جوجه می‌شوند. جوجه‌ها بین ۶۸ تا ۷۳ روز قبل از پرواز در ماه دسامبر در لانه می‌مانند. ماده برای اکثر اوقات از لانه مراقبت می‌کند در حالی که نر شکار می‌کند و غذا را تحویل می‌دهد. معمولاً در هر فصل فقط یک جوجه در هر لانه زنده می‌ماند تا بپرد.
شاخه‌های برگ تازه، جدا از ساختار اصلی لانه، به‌طور دوره‌ای در طول چرخه پرورش اضافه می‌شوند. تصور می‌شود که این سبزی اهداف دارویی دارد، مانند کمک به کنترل انگل‌ها و پاتوژن‌ها یا کاهش باکتری‌ها. سایر فرضیه‌ها نشان می‌دهند که فضای سبز ممکن است در معاشقه نقش داشته باشد یا به توسعه جفت‌یابی کمک کند. اگرچه مشخص است که در انواع گونه‌های پرندگان از طیف وسیعی از آب و هواها و زیستگاه‌ها در سراسر جهان رخ می‌دهد، این رفتار هنوز به‌طور کامل درک نشده است.

## حفاظت

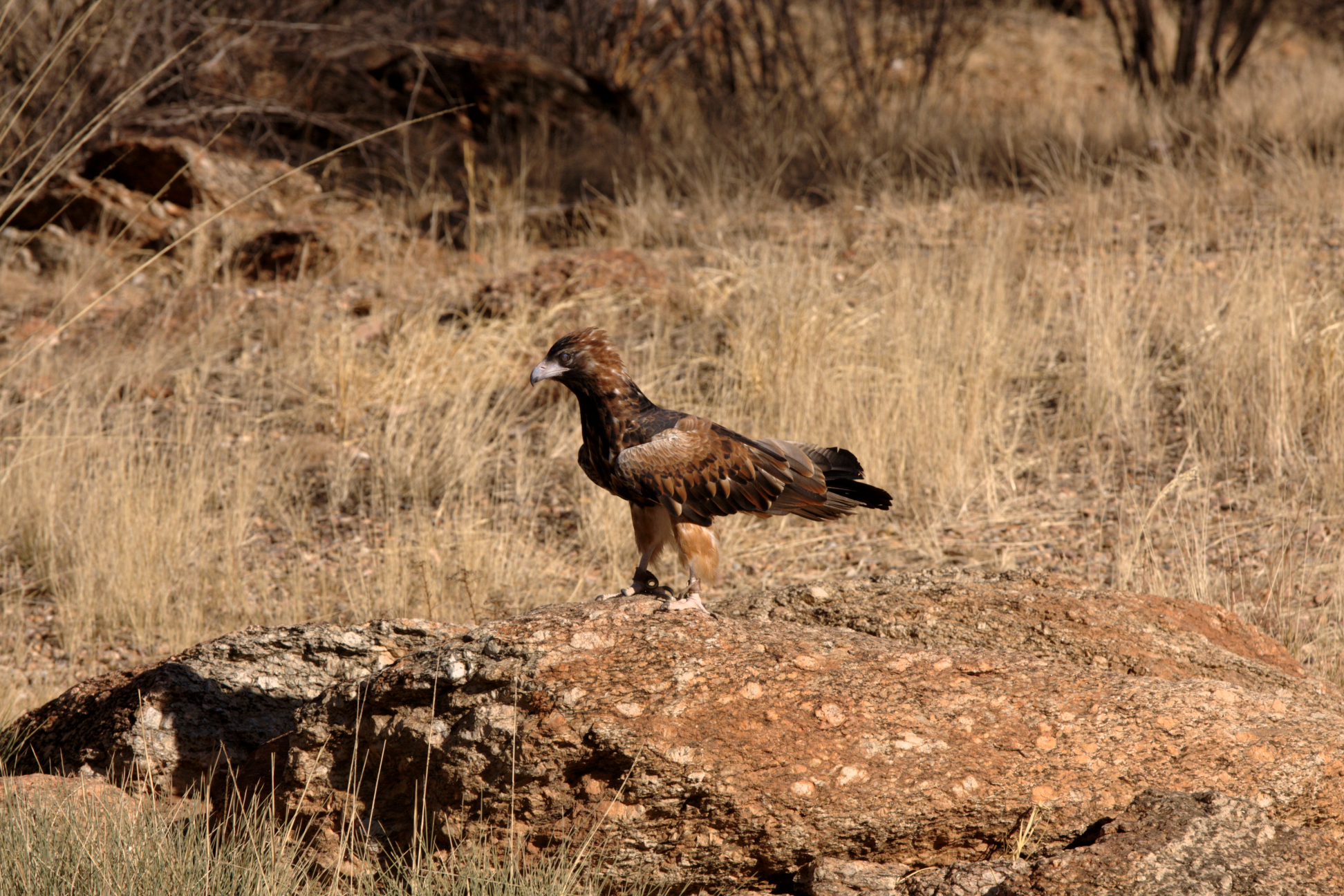
زیستگاه نیمه خشک سارگپه سیاه‌سینه، استرالیا.

فهرست سرخ کنونی IUCN، سارگپه سینه‌سیاه را در کمترین نگرانی رتبه‌بندی می‌کند. در حالی که توسط مشترک المنافع استرالیا به عنوان یک نگرانی حفاظتی ذکر نشده است، به عنوان آسیب‌پذیر در نیو ساوت ولز و نادر در استرالیای جنوبی ذکر شده است. مطالعات اخیر سارگپه سینه‌سیاه را به عنوان یکی از گونه‌های پرندگان مورد توجه ویژه در بخش غربی نیو ساوت ولز ارزیابی کرده است. تخمین جمعیت جهانی برای سارگپه سینه‌سیاه نامشخص است و بین ۱۰۰۰ تا ۱۰۰۰۰ فرد متغیر است.
از زمان استقرار اروپاییان در اواخر دهه ۱۷۰۰، کاهش قابل توجهی در میان گونه‌های شکارچی استرالیایی از جمله سارگپه سینه‌سیاه دیده شده است. سوابق تاریخی حاکی از آن است که سارگپه سینه‌سیاه در برخی از مناطق محدوده قبلی خود در اوایل دهه ۱۹۳۰ منقرض شده است. علل کاهش جمعیت در گونه‌های شکارچی مناطق خشک و نیمه‌خشک استرالیا شامل تغییرات چشم‌انداز در مقیاس وسیع به دلیل دامداری گسترده و پاکسازی پوشش گیاهی بومی، چرای بیش از حد دام، حیوانات وحشی و افزایش جمعیت کانگوروها؛ تغییر رژیم آتش‌سوزی؛ معرفی شکارچیان وحشی مخرب مانند گربه خانگی (Felis catus) و روباه قرمز (Vulpes vulpes) و شکار غیرسنتی و شیوه‌های مدیریت زمین است. دوره‌های شدید خشکسالی در طول دهه‌های ۱۹۰۰ و ۲۰۰۰ مشخص شده است که تأثیرات را بر جوامع شکارچی که قبلاً تحت فشار قرار گرفته‌اند، ترکیب کرده است.
مسمومیت ناخواسته شکارچیان از طریق بلع طعمه کشته شده توسط سموم یک تهدید شناخته شده برای گونه‌های شکارچی در سراسر جهان است و احتمالاً در کاهش آنها در استرالیا نقش دارد. چنین سمومی اغلب توسط انسان برای مبارزه با آفات و حشرات به محیط زیست معرفی می‌شوند. سایر علل بالقوه کاهش عبارتند از آزار و شکنجه مستقیم توسط انسان در قالب جمع‌آوری تخم و تیراندازی غیرقانونی که در تعدادی از گونه‌های شکارچی استرالیایی، به عنوان مثال عقاب ماهیگیر (Pandion haliaetus) در استرالیای جنوبی و اروپا و عقاب دم گوه ای تاسمانی (Aquila audax fleayi) ثبت شده است.
تغییرات اقلیمی که منجر به افزایش دوره‌های خشکسالی در مناطق خشک و نیمه خشک استرالیا می‌شود نگرانی برای بقای بسیاری از گونه‌های شکارچیان، به‌ویژه آن‌هایی است که رژیم‌های غذایی تخصصی وابسته به مجموعه محدودی از گونه‌های شکار دارند. سارگپه سینه‌سیاه دارای رژیم غذایی متنوعی از جمله مردار است که ممکن است در مواجهه با خشکسالی شدید زمانی که لاشه پستانداران بزرگ تلف‌شده فراوان می‌شود، انعطاف‌پذیری لازم را داشته باشد. با این حال، در تمام طول سال ترجیحی برای زندگی و لانه‌سازی در مناطق ساحلی خطوط نهر و کانال‌های زهکشی دارد. از آنجایی که اینها در شرایط خشکسالی تمایل به خشک شدن دارند، از دست دادن زیستگاه ناشی از آن احتمالاً حیات و بقای تولیدمثلی این سارگپه را تهدید می‌کند. رویدادهای آتش‌سوزی‌های شدید و شدیدتر نیز به‌طور فزاینده‌ای به کاهش درختان بزرگ و زیستگاه بالقوه سارگپه سینه‌سیاه کمک می‌کند.
برنامه حفاظت از چشم‌انداز که تمام مدیران و ذینفعان زمین را درگیر می‌کند و شامل حفاظت از رویشگاه موجود و پوشش گیاهی مجدد از رویشگاه از دست رفته است، اولین گام در حفاظت از سارگپه سینه‌سیاه، خویشاوندان آن و تنوع زیستی کلی مناطق خشک و نیمه‌خشک استرالیا به‌شمار می‌رود.